# Dysocjacja elektrolityczna

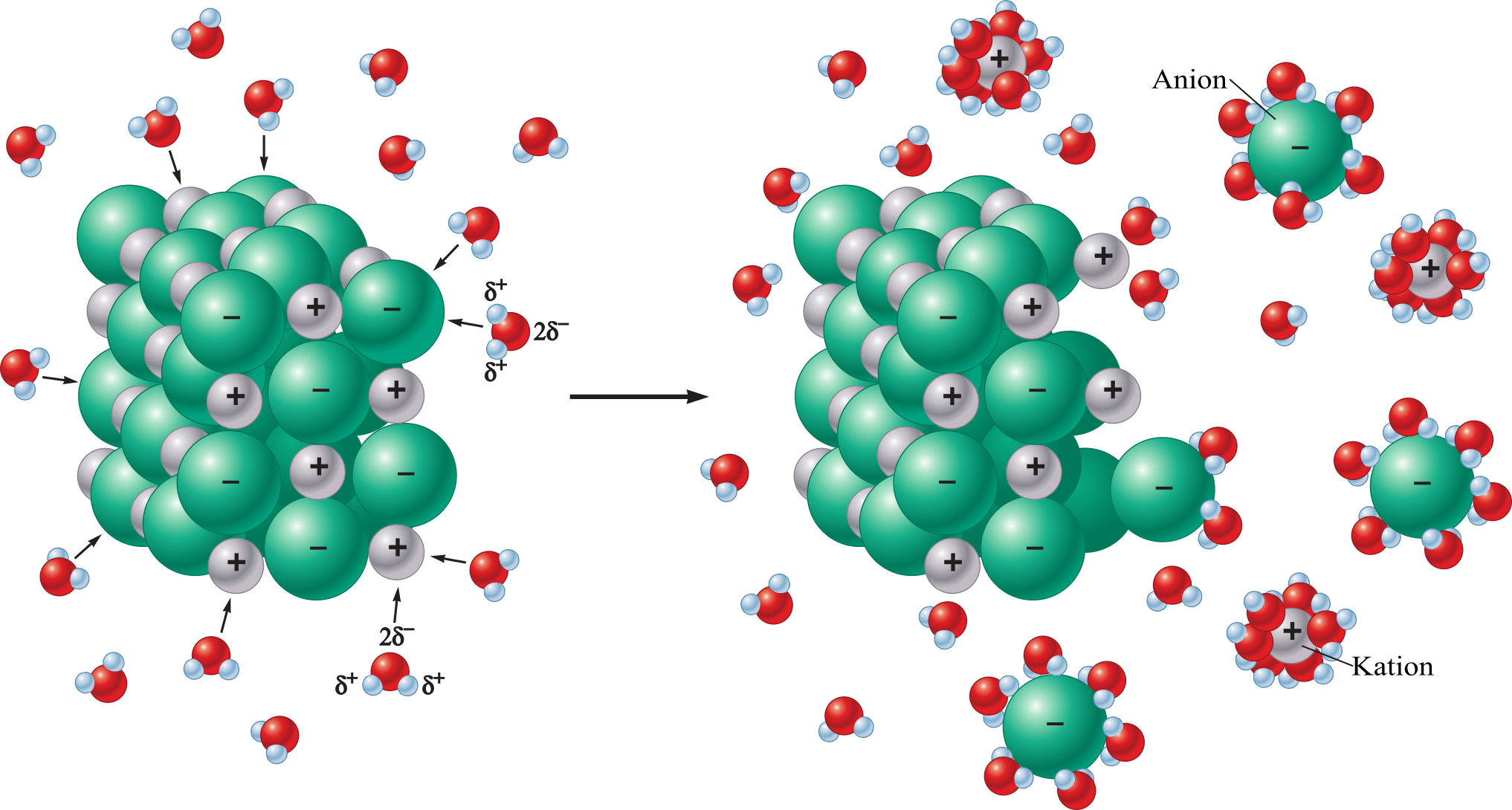
Przebieg dysocjacji elektrolitycznej soli jonowej w wodzie

Dysocjacja elektrolityczna – odwracalny proces rozpadu elektrolitu na jony pod wpływem rozpuszczalnika, np.
NaHCO
3 → Na+
 + HCO−
3
Wyróżnia się dwa podstawowe rodzaje dysocjacji elektrolitycznej:
1. Elektrolity rzeczywiste zawierają jony już w formie krystalicznego ciała stałego. W tym przypadku dysocjacja elektrolityczna polega na solwatacji istniejących wcześniej jonów przez rozpuszczalnik.
2. Elektrolity potencjalne nie zawierają jonów, lecz obojętne cząsteczki związku chemicznego, a dysocjacja elektrolityczna polega na wytworzeniu z nich jonów przez rozpuszczalnik.

Do dysocjacji są zdolne związki, w których występują wiązania jonowe lub bardzo silnie spolaryzowane kowalencyjne. 
Teorię dysocjacji elektrolitycznej ogłosił w roku 1887 szwedzki fizykochemik Svante Arrhenius.
W roztworach dysocjacja jest zawsze procesem odwracalnym. Między formą niezdysocjowaną i zdysocjowaną związku występuje w tych warunkach równowaga. W zależności od własności rozpuszczalnika i związku chemicznego, temperatury oraz występowania jonów pochodzących z innych związków równowaga ta może być bardziej przesunięta w stronę formy niezdysocjowanej lub zdysocjowanej związku.
Dysocjacji elektrolitycznej w wodzie ulegają prawie wszystkie rozpuszczalne sole, wszystkie kwasy i zasady. Ujemny logarytm stałej dysocjacji jest miarą ich mocy chemicznej.
Wiele związków chemicznych w stanie ciekłym i gazowym ulega też autodysocjacji, np. autodysocjacja wody przebiega zgodnie z równaniem:
H
2O + H
2O → H
3O+
 + OH−

Iloczyn jonowy produktów tej dysocjacji w warunkach normalnych wynosi ok. 10−14, co oznacza, że stężenie jonów H
3O+
 i OH−
 wynosi ok. 10−7 mol/dm3. Stała ta jest podstawą skali pH.